# Tula, Amerikanska Samoa
Tula är en ort i Amerikanska Samoa (USA).   Den ligger i distriktet Östra distriktet, i den västra delen av landet, 15 km öster om huvudstaden Pago Pago. Tula ligger 62 meter över havet och antalet invånare är 370. Den ligger på ön Tutuila Island.
Terrängen runt Tula är kuperad åt sydväst, men åt sydost är den platt. Havet är nära Tula österut.  Närmaste större samhälle är Pago Pago, 15,0 km väster om Tula. 